# Estación de Ledru-Rollin
Ledru-Rollin es una estación de la línea 8 del metro de París, situada en el límite de los distritos XI y XII de la ciudad.

## Historia
La estación fue inaugurada el 5 de mayo de 1931.
Debe su nombre al político francés Alexandre Ledru-Rollin, ministro del interior en 1848 e impulsor del sufragio universal en Francia.

## Descripción
Se compone de dos andenes laterales de 105 metros de longitud y de dos vías.
Está diseñada en bóveda elíptica revestida completamente de los clásicos azulejos blancos biselados del metro parisino.
La iluminación es de estilo Motte y se realiza con lámparas resguardadas en estructuras rectangulares de color azul que sobrevuelan la totalidad de los andenes no muy lejos de las vías.
La señalización por su parte usa la tipografía CMP donde el nombre de la estación aparece sobre un fondo de azulejos azules en letras blancas. Por último los asientos, que también son de estilo Motte, combinan una larga y estrecha hilera de cemento revestida de azulejos azules que sirve de banco improvisado con algunos asientos individualizados del mismo color que se sitúan sobre dicha estructura.